# Santiago Millas
Santiago Millas è un comune spagnolo di 322 abitanti situato nella comunità autonoma di Castiglia e León.